# Mohamed Askari
Mohamed Askari (ur. 10 maja 1988) – marokański piłkarz, grający jako środkowy pomocnik w TAS Casablanca.

## Klub

### Olympique Khouribga
Zaczynał karierę w Olympique Khouribga.
W sezonie 2011/2012 (pierwszym w bazie Transfermarkt) zagrał 9 meczów.
W sezonie 2012/2013 rozegrał 11 spotkań i strzelił gola.
W sezonie 2013/2014 zagrał 19 spotkań, miał gola i asystę.
Sezon 2014/2015 zakończył z 23 meczami, golem i dwiema asystami.
W sezonie 2015/2016 rozegrał 15 spotkań, strzelił bramkę i czterokrotnie asystował. Zdobył puchar kraju.
W sezonie 2016/2017 zagrał 26 meczów, strzelił gola i miał trzy asysty.
23 mecze i dwie asysty zaliczył w sezonie 2017/2018.
Sezon 2018/2019 zakończył z 19 meczami.
W sezonie 2019/2020 nie zagrał żadnego meczu.

### Rapide Oued Zem
7 stycznia 2020 roku przeniósł się do Rapide Oued Zem. Zadebiutował tam pięć dni później w meczu przeciwko FUS Rabat (0:0). Na boisko wszedł w 89. minucie, zastąpił Mohameda El Jaaouaniego. W sumie zagrał 7 spotkań.

### TAS Casablanca
15 stycznia 2022 roku (po ponad rocznym okresie bezrobocia) został zawodnikiem TAS Casablanca.